# 앙골라붓털쥐
앙골라붓털쥐(Lophuromys angolensis)는 쥐과 붓털쥐속에 속하는 설치류이다. 앙골라와 콩고민주공화국 남서부 지역에서 발견된다.

## 특징
털은 짙은 색을 띠며 질감이 뻣뻣하다. 짧은 다리에 전체적으로 뚱뚱한 몸을 갖고 있다. 그러나 녹빛배붓털쥐보다 좀더 가늘고 길다. 꼬리 길이는 평균 75mm로 녹빛배붓털쥐보다 6mm 더 길다. 수컷과 암컷이 약간 차이가 나는 성적 이형성을 보여 주며, 몸무게가 45~90g로 녹빛배붓털쥐 평균 몸무게의 약 80%이다.
앙골라붓털쥐는 녹빛배붓털쥐보다 주둥이가 좀더 가늘고 짧으며, 두개골이 약간 좁고 상하악 치열공이 좀다 가늘고 약간 짧다. 안와 사이의 폭이 가장 짧고 후비공 폭이 가장 큰 것을 제외하면 두개골의 모두 치수가 녹빛배붓털쥐와 안소르게붓털쥐보다 약간 작고, 윗쪽 앞니는 녹빛배붓털쥐와 안소르게붓털쥐의 크기와 같다.

## 분류학
원래는 녹빛배붓털쥐로 기술했지만, 2000년 페르하헌(Walter Verheyen)과 디역스(Theo Diercxk), 훌셀만스(Jan Hulselmans)의 연구를 통해 별도의 종으로 처음 기술되었다.